# 言語哲学
言語哲学（げんごてつがく、英: philosophy of language）または言語の哲学は、語義的に二つの意味に大別される。
1. 言語の構造・意味・使用法・レトリック等についての哲学。言語の哲学とも呼ぶ。
2. 分析哲学、いわば、言語こそが先立つものであり、言語の理解なくして哲学の問題は解決されえないとする哲学。言語的哲学 (英: linguistic philosophy) とも呼ぶ。分析哲学も参照のこと。

## 言語哲学の歴史

### 言語の哲学としての言語哲学

#### 古代ギリシャ
「言語の哲学としての言語哲学」については一方では古代ギリシャの文法学や古代ローマの弁証法(dialectike)や修辞法(retolike)を淵源とする。他方で、純粋な哲学としては、その祖イオニア学派も自然学に傾倒したがその過程で既にパルメニデースやゼーノーンはパラドクスを駆使している。また、ソピステース（ソフィスト・知者）たちは相手に議論によって勝利しようとしたことから、また、「知を愛する人」（フィロソポス、後の「哲学者」）を自称したソークラテースの“産婆術”も、相手を誘導しつつ哲学的解決へと導くという手法から、少なからぬ言語と論理とへの反省的意識が存在していたと推定される。ただし、ここまでは伝承と断片とラエルティオスの報告とプラトーンによる創作を通じての推測である。言語についての哲学的反省について、確実に本人の一次資料に基づいてある程度の分量を述べることができるのはプラトーンからである。
彼は、イデア論やアナムネーシス（想起）説を提唱するに際して、言語的反省と論理的推論に基づいて（対話という表現形式を用いながらも）哲学的諸原理に到達した。更に、その弟子アリストテレースに到ると、単にその形而上学をはじめとする哲理への到達手段として論理を用いたのみならず、論理構造と虚偽論それ自体を体系化して学問範疇となす。特にその論理学は基本的に19世紀のフレーゲまで、論理学の基本となるものであった。

#### 古代ローマ〜中世初期ヨーロッパ
上記の流れはローマ帝国において、一方では法廷弁論術として、他方ではストア派や中期プラトン学派の哲学思考法として継承されたものの、東西の分裂を機に、ギリシャ語圏の東ローマ帝国では観想と聖書の霊的解釈学とを重んじたビザンティン・キリスト教思想において次第に弱体化する。他方、早くに西ローマ帝国の滅亡といわゆる「蛮族」の横行をみたラテン語圏の西ヨーロッパでは、ヒッポのアウグスティヌスという古代末期最大の哲学者が生まれ、命題論としては名辞と名辞の連接、意味論としては名辞とその対象物（'Fido'-Fido theoryという揶揄的名称がある）のように、フレーゲ以前を決定付ける言語哲学が確立した。アウグスティヌスは言葉(verbum)を記号(signum)の一種とみなして考察を行った。また、『嘘について (De mendacio)』、『嘘に反対して (Contra mendacium)』、『エンキリディオン (Enchiridion)』などで、アウグスティヌスは、人間の言語活動における文脈や話し手・聞き手の意図の重要性に着目している。彼は他に、『三位一体論』では、「外的語り(locutio foris)」、「心の語り(locutio cordis)」もしくは「内的語り(locutio interior)」、「音声の似姿において思考されるもの(cognitativium in similitudine soni)」の三者を区別した。音声を伴った言葉である「外的語り」に先行して、ギリシア語やラテン語のような自然言語には属しない「思考(cogitatio)」である「内的語り」が存在している。そして、「外的言葉」を声に出さずに考えている場合をアウグスティヌスは「音声の似姿において思考されるもの」と呼んだが、同様の概念が「内言」と呼ばれて発達心理学や認知言語学の分野で20世紀以降注目されている。
ギリシアの論理・言語の哲学はボエティウスによって西方ラテン世界へ紹介された。彼はアリストテレスの『オルガノン』全編やポルピュリオス『エイサゴーゲー』をラテン語へ翻訳した(ただし『オルガノン』のうち『分析論後書』は散逸し、『分析論前書』や『詭弁論駁論』は中世初期には読まれなかった)。ボエティウスの翻訳に不備があるとして非難する声もあるが、文献学的な研究によれば、むしろボエティウスに先行するガイウス・マリウス・ウィクトリヌスの翻訳などより優れたものであるという。また、ボエティウスは『エイサゴーゲー』および『命題論』にはそれぞれ初歩的なものと高等なものの二つの注釈書を、『範疇論』、『トピカ』、キケロの『トピカ』にはそれぞれ一つの注釈書を著した(アリストテレスの『トピカ』に対する注釈書は散逸した)。ボエティウスは『区分について(De divisione)』『様々なトピカについて(De topicis differentiis)』、『仮言的三段論法について(De syllogismo hypothetico)』といった研究論文も書いたが、注釈書共々独創性は低く、ボエティウスは努めて論理や言語の哲学の紹介者であろうとしたのだとされる。
アウグスティヌスが記号(signum)という表現を用いて言葉を考察したのに対して、ボエティウスは表示(significatio)という表現を用いた。ボエティウスの言語哲学は以下のような特徴を持つ:

(1)話し言葉は第一には心の中の思惟(intellectus)を表示(significare)し、第二に思惟を介して思惟によって捉えられる事物を表示する(24.12-13;33.27-31)。

(2)話し言葉や書き言葉の文があり、文の中で名詞と動詞が区別されるように、心の中にも文(いわゆる「思考文」)があり、名詞と動詞が区別される(30.3-10)。

(3)心の中の名詞と動詞の複合、つまり思惟の複合と、その結果として思惟の内に生じる真理値は、話し言葉の名詞と動詞の複合と真理値に派生する(49.27-32)。

(4)書き言葉と話し言葉は規約によって設定され、多様性を持つのに対し、思惟と思惟によって把握される事物は自然的であって全ての人にとって同じである(24.27-25.5)。
(1)に関して、ボエティウスは思惟が形成されるためには外界の事物が必要だと考えていた。上記の(2)~(4)はジェリー・フォーダーの「思考の言語」説の主張と共通する部分がある。
ボエティウスや文法家のプリスキアヌス以降の西欧では言語の哲学に限らず哲学全体がしばしの停滞期をむかえ、カロリング朝ルネサンスの時代に復興する。これ以降の中世の論理学は、12世紀ルネサンスの時代を境目に旧論理学(logica vetus)と新論理学(logica nova)に二分される。旧論理学の時代には、前述のようにアリストテレスのオルガノンのうち『分析論後書』、『分析論前書』、『詭弁論駁論』などは読まれなかったし、カロリング朝ルネサンスの時代には『範疇論』に関してもボエティウスがラテン語に訳したものではなく、『範疇論について』の梗概・注釈書である偽アウグスティヌス『十の範疇について』が読まれた。したがって言語哲学のテキストとしては、ポルピュリオスの『エイサゴーゲー』(ボエティウス訳・註解)、アリストテレス『命題論』(ボエティウス訳・註解)、『範疇論』(ボエティウス訳・註解)または偽アウグスティヌス『十の範疇について』、キケロー『トピカ』(ボエティウス註解)、ボエティウス『様々なトピカについて』『区分論』などがこの時代に読まれた。文法学ではカロリング朝ルネサンスの時代にはドナトゥス『文法学(Ars grammaticae)』が、時代が下るとプリスキアヌス『文法学教程(Institutiones grammatice)』がテキストとして利用された。また、現代の形式論理学が対象としないような哲学的考察をも中世には論理学の領域となっており、中世の論理学は言語哲学と表現されるのが実情に合っているとされる(ただし、中世にも論理学の対象を今日の形式論理学と同じような範囲に限定すべきだと考える者もいた。この時期には論理学を神学や形而上学と分けて論じる学者と混同して論じる学者が混在していた)。
カロリング朝ルネサンスの中心人物アルクィヌスは『弁証学(Dialectica)』を著した。本書は五つの普遍(類、種、種差、付帯性、固有性)、範疇、三段論法、定義・区分、トポス論、命題論といったものを扱っており、アリストテレスからボエティウスやカッシオドルスに至るまでの流れを扱ったに過ぎなかった。ただ、独自の思想を唱えるには至らなかったものの言語研究史上におけるアルクィヌスの功績は決して小さくない。アルクィヌスの後をついで宮廷学校長となったヨアンネース・スコートゥス・エリウゲナ（主著『自然位階論』）は偽ディオニシォース・ホ・アレオパギテース（主著『神名論』『神秘神学』）の諸文書をラテン語訳・紹介することを通じてネオプラトニズムを再導入した。

#### 11世紀〜13世紀ヨーロッパ
ラテン語圏では11世紀になると、アンセルムスに代表されるような形で論理学が再び活発化する。
まず、ヨーロッパ各地での学問的な活性化の中で、細々とした伝承だけであったアリストテレースの論理学著作も、再びボエティウスの註解とともにきちんととした形で読まれるようになる。
ロスケリヌスら音声論者（Vocales）は「普遍は単なる音声にすぎない」とし、後の唯名論 (Nominalismus) へとつながる議論を開始したが、これはアンセルムス『ロゴスの受肉に関する書簡』などで批判された。このころには論理学は事物(res)に関する学問であると考えられていて、それに対して論理学は言葉・音声(vox)に関する学問だという意見は奇抜なものだと受け取られたとされる。12世紀に入り、そうした運動の中でアベラルドゥス（アベラール）は、それまで漠然と使用されてきた「普遍」といった概念自体を問いかけ、大きな議論を引き起こす（普遍論争）。アベラルドゥス以前のヨハネスやロスケリヌスが音声(vox)という用語を使ったのに対してアベラルドゥスも初期はそれに従ったが途中からはsermoやnomenという用語を使い、彼とその弟子たちはnominalesと呼ばれるようになった。この違いは、ロスケリヌスらとその批判者との対立が普遍や範疇を言語哲学の問題として扱うか形而上学の問題として扱うかという点にあったのに対し、アベラルドゥスが存在論的態度表明を持ち込んだことによる。
アベラールは『文法学(Grammatica)』という名の著書を著した。これは現在では失われているが、彼は論理学の議論に文法学の用語・手法を持ち込んだ。このことは音声論者たちに影響を受けてのことだったと推測されている。対して、論敵のシャンポーのギヨームは文法学と論理学を切り離して論じる傾向があり、これが12世紀に支配的な傾向だった。
カロリング朝ルネサンスの時代にはドナトゥスの著書が文法学のテキストとして使用されていたのに対して、この時期にはプリスキアヌス『文法学教程(Institutiones grammatice)』が使われるようになった。しかし13世紀にいたるとダキアのボエティウスのように、プリスキアヌスの規範文法学では満足できないものが現れ、言語的法則や規範の原因を問う思弁文法が興隆することになる。それに伴って、文法学の分野で様態(modus)に着目する様態論者(modistae)が現れた。彼らの言う様態は表示の様態(modus significandi)、理解の様態(modus intelligendi)、存在の様態(modus essendi)の三つに区別され、理解の様態は表示の様態の原因で、存在の様態は理解の様態の原因だとされた。また、今日の哲学者が現実について知るために言語の本性について考察するのに対し、様態論者は言語現象の原因を明らかにするために現実について論じたという。しかし様態論者の主張のうち、表示の様態は後にオッカムの剃刀によって剃り落されてしまう、というのはオッカムは表示の問題を精神-事物間でのみ扱うために言葉の表示の機能は不要となるからである。
そうして、イスラーム圏に保持されたギリシア哲学諸文書の流入・翻訳を機に（実際には、ビザンツ所有の文献の流入の影響もかなり大きかったというが）いわゆる12世紀ルネサンスが起こる。その動きは、イスラーム圏の進んだ科学探求の成果の導入のみならず、それまで論理学者としてのみ知られてきていたアリストテレースの広範な業績の再発見でもあり、これらの新たな思潮の消化・吸収と反発が13世紀を形成することになる。
そして14世紀には独自な発展があり、それは例えばオッカムの論理学等に見ることができる。オッカムの思想の内ではオッカムの剃刀の他に代示理論もよく知られている。代示理論はオッカム一人が唱えたものではなく長い期間研究されたもので、研究が蓄積するとともに理論が精妙ではあるが煩瑣なものとなり、ルネサンス以降批判の的となった。20世紀以降の言語哲学では再評価されている。
これらスコラ哲学における論理学や文法学の発展の中には、当時の流れから言えば傍流ではあるが例えばラモン・リュイ (ラテン語名：Raimundus Lullus ライムンドゥス・ルルス、1235-1316) がおり、語と語を組み合わせる機械によって全世界の全真理を知ろうとする「ルルスの術（普遍的な偉大な術 ars magna generalis）」の発明を得るに到った。

#### デカルト
その後、近世哲学の創始者ルネ・デカルト (Rene Descartes, Renatus Cartesius 1596-1650) らは言語を軽視した（彼のすべてを疑う方法的懐疑において 'je suis, je existe'（「わたしはある、わたしは存在する」）、'je pense, donc je suis'といった表現が、彼の直観を正しく表現しているか否かについてさえ全く疑いを持たないところに、その時代の状況が明白に現れている。ただし彼の論理思想はポール・ロワイヤル学派において展開され、当時のフランス・カトリック思想界で基本的教科書として使用された。
同様の言語軽視はイギリス経験論者にも見られる。彼等は、アウグスティヌスの名辞と名辞の連接としての命題観を受け継ぐ。ただその意味対象（指示）として、対象物それ自体にかえて、彼等の認識論に従って観念に置き換えたのみである。このパタンはジョン・スチュアート・ミルを通じて中後期のラッセルまで続く英国言語哲学の欠陥であり続けることになる。

#### ライプニッツ
ライプニッツ（Gottfried Wilhelm Leipniz, 1646－1716, 関連主著『論理学』）の普遍数学 (mathesis universalis) の構想はきわめて先駆的なものであった。少数の無定義概念と定義により諸科学の諸概念を、それらからなる少数の無証明公理と論理とのみから全知識命題を導出することを試みた。そして、普遍記号学と推論計算との二分野からなる基本普遍学の構築を企てた。とはいえ、無神論者・異端者としての誹謗をおそれた彼は、一般書『弁神論』の他は、哲学関係の著作を一切発表しなかったため、長らく言語哲学への影響はきわめて限定されたものであった。遺稿からの評価では、可能世界論を存在論と意味論との並行において論じている。その構想は、ウィトゲンシュタインの『論理哲学論考』、クリプキの可能世界意味論・様相論理の先駆であるとともに、コンピュータ言語への大きな貢献を成し遂げているとされている。

#### フンボルト
ここまでは、言語を論理の表現として把握する思考が主であった。それに対し、カントの悟性範疇を言語で置き換え、言語が人間において質料世界からの無定形な原＝情報を分節化した認識対象として構成する決定的機能を持つことを指摘したのが、カール・ヴィルヘルム・フォン・フンボルト（karl Wilhelm von Humboldt,1767－1835 主著 "Ueber die Kawaisprache auf der Insel Java"）の言語研究だった。
彼によれば、人間は現実の諸言語を創造する能力とこれらの諸言語を規定する言語形式保持の能力とをもつ。後者からの外部表出としての前者が多様に具現化することをもって、人間の諸言語の（ひいては人間の諸文化・思想の）多様性を説明しようとした。ただし、当時の言語学者は主に個別言語にしか興味を有さず、また哲学者たちは人間精神自身の能力しか関心を持たなかったため、フンボルトの言語哲学への影響は限定的なものにとどまった。
この反フンボルトの代表格に、言語学者としては比較言語学・歴史言語学の大家ヤーコプ・グリム (Jakob Grimm 1785-1863)・ヴィルヘルム・グリム (Wilhelm Grimm 1786-1859) のグリム兄弟が、哲学者としてはヘーゲル、シェリング、ショーペンハウアー等のドイツ観念論者の系譜があげられる。19世紀後半になるとヘルマン・パウル（Hermann Paul 1846-1921 : 主著 "Prinzipen der Sprachaphilosophie" 『言語史原理』） が、言語の歴史の錯綜と変容に満ちた過程の背後に、不変かつ普遍な人間精神の共通性の存在を想定し、ドイツ青年文法学派の指導的役割を果たした。

#### ソシュール
言語学領域における言語哲学的関心は、スイスの言語学者フェルディナン・ド・ソシュール（Ferdinand de Saussure 1859－1913。主著 "Cours de Linguistique générale" 『一般言語学講義』）において頂点に達する。彼は言語学を、言語の歴史的変遷をたどる通時（diachronique 歴史）言語学と、言語構造の同一性に訴える共時（idio-syncholonique）言語学とに峻別したうえで、言語の研究対象を個別の発話（parole）、文法構造を共有する一つの言語（langue）、それらを産出する能力としての言語能力（langage）に分類する。さらに、言語は世界を恣意的に分節化しそれを記号内容（シニフィエ、所記）に対して恣意的な対応関係にある記号表現（シニフィアン、能記）によって指示するという二重の恣意性を指摘、加えて記号表現自体は時間的に線状性をもつことを指摘した。
彼の思想は、特にその共時言語学と記号の考察と構造主義（言語の共時的・静的モデルを思考の基本におく）およびポスト構造主義（言語の静的モデルのみならず変動システムをも考察の範囲に取り入れる）の理論家たち（ローマン・ヤーコブソン、クロード・レヴィ＝ストロース、ジャック・ラカン、ロラン・バルト、ルイ・アルチュセール、ミシェル・フーコー、ジャック・デリダ、ジュリア・クリステヴァなど）として発展した。ただし、これらは言語哲学（philosophie langagière）よりは記号論（sémiologie, sémiotique）と呼ばれることが多い。
なお、これらの基礎となった『一般言語学講義』においては、編集者（セシュエ＆バイイ）の誤解が著しく、ソシュール自身の言語観が大きくゆがめられて伝達されていることが、丸山圭三郎などの一連の仕事によって明らかにされている。

#### フッサール
これら、言語学から記号論へとの流れと並んで、19世紀半ばより哲学領域でも言語への志向があらためて起こった。その一人に現象学の創始者エドムント・フッサール (Edmund Husserl 1859-1938) があげられる。彼は言語を、精神の表出運動それ自体とその意味付与作用としての志向及び意味充足との合力として把握した。この流れは現象学一般へと展開していく。しかし、現象学は第一義的には超越論的な自己の心理能力そのものに関心を抱くものであるため、言語はその中の一つの因子として考察されるにとどまることが多い。

### 分析哲学としての言語哲学

#### フレーゲ
言語を存在のあるいは心理能力の一機序と定位してきたこれまでの西洋哲学史に反して、言語こそを哲学の中心課題に定位したのが分析哲学である。分析哲学は、フレーゲ、ラッセルを基礎とし、『論理哲学論考』のウィトゲンシュタインもしくはカルナップを端緒とするが、英米を中心とした哲学の潮流を中心とし、観念等よりも言語の優越を基礎とする。だがその主張は多岐にわたり、かつ、中心テーゼも必ずしも存在しない。またその発展とともに、分析哲学の仕事の範囲は言語の哲学の範囲を超えて存在論、倫理学、美学、心の哲学、行為論、科学の哲学、数学の哲学等、哲学のほぼ全てと言えるほど多岐にわたってきている。
広義での分析哲学の源流は、19世紀中葉ドイツの数学者ゴットロープ・フレーゲ（Gottlobe Frege：主著『概念記法 ("Begriffsschrift, Eine der arithmetischen nachgebildete Formelsprache des reinen Denkens")』『算術の基礎 ("Die Grundlagen der Arithmetik")』『算術の基本法則 ("Grundgesetz der Arithmetik" I)』）に求められる。彼は、それまでの言語哲学が命題間に成立する三段論法（既にアリストテレスによりほぼ完成されていた）を前提に名辞とその対象とを考察することしか主たる課題としていなかったのに対して、一命題(Satz)内の構造と量化（すべての、ある、存在する）とを問題にする量化理論を発見した。さらに、それに基づく意味論を考察した。
彼によれば、言語の基本単位は命題（文 Satz）であり、それより小さい諸単位（日常言語では語句、フレーゲの量化論理では、項 (Argument) と函数 (Funktion)）の意味は一つの命題という文脈の中で考えられねばならないという文脈原理を提唱した。また「意義と意味について (Über Sinn und Bedeutung)」において、「明けの明星」と「宵の明星」という2つの語がいずれも指示対象としては同一の金星を指すにもかかわらず言語における機能を異ならせることから、指示対象のことを「Bedeutung」（意味）と呼び、その語の意味の違いを「Sinn」（意義）と呼んで区別する、という画期的業績を残した。とはいえ、フレーゲにおいては、意味は言語を超越した超実在（一種のイデア）であるGedanke（思想）に求められている。この点で、分析哲学化や後述する言語論的転回を経験したものとはいえない。

#### ラッセルとムーア
20世紀初頭、フレーゲの論理学に基づく数学基礎論に批判を加え、新たな数理哲学を展開したバートランド・ラッセル（Bertrand Russell 英）は、さらに「確定記述 (definite description)」について、それを分析する。確定記述とは、「the present king of France（現在のフランス王）」　のように記述の形をとりながら事実上固有名詞のように唯一の存在を名指す機能をもつ語法のことである。ラッセルは「指示について 'On Denoting'」において、「現在のフランス王は禿げである」という命題は現時点でフランス王が存在しないので真とも偽ともいえないように思われるので問題であるが、「Xがフランス王であり、かつXが禿げである、そのようなXが存在し、しかもただ一人存在する」という諸命題の連言として解釈することによって、一応の解決をもたらした。
この瞬間、哲学上の問題を言語分析により解消するという分析哲学の基礎が打ち立てられたといえる。また同時期、ラッセルのケンブリッジにおける同僚ジョージ・エドワード・ムーア（George Moore 英）は「倫理学原理 "Principia Etica"」において、「良い (good)」という語の使用法の詳細な分析を行い、当時英国で英国経験論者を中心に信奉されていた考えと違い、「良い」という倫理的価値語は「益がある・好ましい (preferable)」などの自然的記述語には還元できないと論じた（自然主義的誤謬の項参照）。それにより、日常言語の使用法の記述による哲学的問題の解決を行った。
なお、ラッセルが展開した数理哲学については、『プリンキピア・マテマティカ』 (『数学原理』、"Principia Mathematica") を参照。この本は、アルフレッド・ノース・ホワイトヘッド（Alfred North Whitehead 英）との共著。

#### 『論理哲学論考』のウィトゲンシュタイン
これらの業績の上になりたったのが、ルートヴィヒ・ウィトゲンシュタイン（Ludwig Wittgenstein　墺→英）の処女作『論理哲学論考 ("Tractatus-Logico-Philosophicus / Logische-Philosophische-Abhandlung")』である。短期間ではあったがラッセルが彼の師を務めたものの、ラッセルによる序文は、彼の理論を誤解した部分が多いとされる。
しかし難解で様々な解釈があり、その解釈の一つによれば、日常言語は完全であるが複雑であるので、哲学的問題の解決のため簡便なモデルを創出する。それは、日常言語も共有する（ことを分析により明晰化するはずの）形式である、とされる。その形式は、言語はすべてそれ以上命題として分析できない基礎である（ここにフレーゲの文脈原理が忠実に採用されている）原子命題 (atomistiche Satz) とその真理函数 (Wahrheitsfunktion) とからなる（原子論 atomism）。原子命題は、名 (Name) と名との結合である。これらの言語的基礎単位に対応して、世界 (Welt) において原子的命題に事態(Sachverhalt)、名に物 (Ding) が対応する、そして、論理と数学の命題は特殊な命題であるが記述的命題ではなく、加えて、事実命題、論理学の命題、数学の命題以外は無意味な擬似命題であり、価値や倫理や神や世界の意義は語ることができないという主張がなされた、という。『論理哲学論考』の、言語の構造こそが存在論を規定するという発想こそ、言語論的転回の決定的な指標であり、分析哲学の誕生であった。
この『論理哲学論考』を受けて、分析哲学にはラッセル以外にも4つの流れが生じた。論理実証主義、後期ウィトゲンシュタイン、クワイン、日常言語学派である。

#### 論理実証主義と科学哲学
その第一は論理実証主義 (logischer Positivismus) もしくは論理経験主義である。オーストリアのウィーンの哲学者たちによるウィーン学団 (Wiener Kreis) やドイツのベルリンの哲学者や数学者によるベルリン学派グループ（ルドルフ・カルナップ（Rudlf Carnap 墺→米）、モーリッツ・シュリック（Moritz Shclick 墺）、ハンス・ライヘンバッハ（Hans Reichenbach 独→米）ら）では、数学が記述命題ではないことに着眼し、さらに検証可能な命題以外は有意味でないという主張をもとにして、有意味な命題は自然科学に属すると主張する。
そして『論理哲学論考』の主張に従い、従来の哲学における形而上学を追放し、日常言語の曖昧さを廃して完全な人工言語の創案に邁進するという理想言語学派（ideal language philosophy　人工言語学派）を開いた。それにより、自然科学的諸命題の性質に基づく世界観を構築しようとした。
『論理哲学論考』が命題の意味に関連して事実との一致不一致に基づき、真偽判定可能な命題を有意味命題 (sinnliche Satz) としたのに対し、論理実証主義たちは検証可能／不可能という概念に基づき、「検証可能な命題＝自然科学によって判定される命題＝有意味な命題、検証不可能な命題＝擬似命題＝除去されるべき命題」という二分法を導入した。それにより、科学とは検証可能な諸命題の総体である、と主張する言語哲学に基づく科学観を形成した(→科学哲学)。
これらの主張はアルフレッド・エイヤーの『言語、真理、論理』（A.J.Ayer "Language, Truth, and Logic" ）によって英国にもたらされ英国哲学界を震撼させた。この主張に対しては、カール・ポパー（Karl Popper　墺→米）が一般法則は決して完全に検証できないことから検証可能性条件では科学の法則命題の正当性を保証できないと批判した。加えてポパーは、反証については一つの反証事例でも決定的証拠になるという検証と反証の非対称性に着目し、反証可能性 (falsificationability)に科学の基準を置いた。その他科学哲学を参照のこと。

#### 『論理哲学論考』以後のウィトゲンシュタインとその周辺
第2の流れは『論理哲学論考』以後のウィトゲンシュタイン自身の哲学の変遷である。この展開は漸移的かつ多彩であるので詳細ははぶくが、彼は『哲学的探求 ("Philosophische Untersuchungen")』において、「規則は行為を決定できない」という規則のパラドックス (rule following paradox) の帰結としての根元的規約主義 (radical conventionalism)、言語の使用タイプの多様性、及び言語がその意味を生活上の機能からくみ上げていること、等へ注目する。この観点から哲学の諸問題については、哲学の問題が陥っている言語の日常的使用からの乖離を批判し、それ等の語の日常的使用を注目することにより、解答を与えるのではなく擬似問題であるとして解消することこそ、正しい対処法である、と考えた。その一方で、単なる規約主義ではなく、人間の自然誌(Naturgechichte)的・文化的（生活形式、Lebensform）要素と言語の機能との関係に、注目していった。
この方向性は、言語哲学を越えて、心の哲学（『心理の哲学に就いての考察』"Bemerkungen über die Philosophie der Psychologie"）と数学の哲学（『数学の基礎に就いての考察』"Bemerkungen über die Grundlagen der Mathematik"）とにウィトゲンシュタイン独自の理解を提示することになる。更に死の直前に残したノート（『確実性について』Über Gewissheit）からは言語の基礎（クワインやラカトシュのいう理論の核・中心部に概ね相当する）についての考察が見出される（いまだ学界でも十分に消化されたとはいえないテクストである）。
ただし、この時期のウィトゲンシュタインは、そのテクストが難解なこと、体系的議論に形式化され得ないので多量の問題形成→解決→更なる問題の発生という学問グループ内の巨大化が困難なこと、彼自身と彼の弟子たち（ノーマン・マルカム（Norman Marcolm　米→英→米。主著 "Dream"）、ピーター・ウィンチ（Peter Winch　英→米。主著『倫理と行為("Ethics and Action")』勁草書房）、ラッシュ・リース（Rush Rhees 英。主著"Without Answers"）、エリザベス・アンスコム（Gertlud Elizabeth Margaret Anscombe 英。主著『インテンション("Intention")』）等が多分に秘教的なサークルを作りその中でのジャーゴンの応酬と彼の著書の訓詁に急がせたことなどから、分析哲学の中では孤立的立場にある。
また、この時期のウィトゲンシュタインの業績は、そもそも言語を分析するものではないことから、文法 (Grammatik)、および使用（Gebrauch）の「展望の哲学 (Philosophie der Übersehen)」と呼ばれるべきだ、という主張もある。日常言語に重きをおいたことから、後期ウィトゲンシュタインとオースティンは共に日常言語学派に分類されたこともあるが、オースティンが体系的哲学化を志向したのに対し、後期ウィトゲンシュタインは哲学問題の解消を図ったのであって、その哲学についての態度は大きく異なる。

#### クワインとその周辺
一方で、カルナップからの言語哲学は、W.V.O.クワイン（Willard van Orman Quine 米）にも引き継がれる。彼は、いかなる言語理論も論理を含めてそのどこでも改訂可能であるとして理論の全体論 (wholism of theories) を提示する（『ことばと対象(" Words and Object")』勁草書房）。また存在が何であるかとは言語の枠組みに何を取り入れるかの問題に過ぎない（「存在するとは何か ("On What There IS")」『論理的観点から』勁草書房所収）とする。さらに語が何を指示しているかは一義的に定まりえない（「存在論的相対性について "Ontological Relativity"」）とする指示の不可測性 (inscrutability of reference)、データからは正しい理論は一義的に定まらないとする理論の決定不全性 (underdetermination of theory)や、正しくかつ相互に諸命題の真理値が一致しない複数の翻訳が存在するという翻訳の不確定性 (indeterminacy of translation) 等の、言語の存在論的優位に基づく諸議論を展開した。これが『論理哲学論考』以降の第3の流れである。
この流れは、基本的には論理学に基づいた単純な、しかし、言語の全体論 (semantic wholism) を採択した言語を考察の中心として、それに基づいて哲学の諸問題を解決しようとするドナルド・デイヴィッドソン（Donald Davidson 米）に引き継がれる。
そして、排中律の否定と意味の分子論 (molecularism) を主張するマイクル・ダメット（Michael Dummett　英。主著『真理という謎 ("Truth and Other Enigmas")』、'What Is a Theory of Meaning I,II'）などに受け継がれていく。

#### 日常言語学派
第4の流れは、『論理哲学論考』からもその後のウィトゲンシュタインの哲学的発展からもかなり独立した、英オックスフォード大学の哲学者J.L.オースティン (J.L.Austin) に始まる日常言語学派の流れである。オースティンは、日常言語が記述のほかに命令・嘆願・命名・疑問等さまざまな使用タイプがあることに注目（『言語と行為 "How to Do Things with Words"』）し、これらの詳細な分析に基づいて哲学的問題の解決を目指した。特に、言語を使用しながらなにかの行為を行う（たとえば、裁判官が判決文を読み上げることによって〈判決を下す〉という行為がなされる）言語行為 (speech act) に注目した。これらの諸機能は後にサール（John R. Searle 米）によって、より形式的・組織的に分類が行われる（『言語行為 ("Speech Acts")』他）。
また、ウィトゲンシュタインともオースティンとも独自に、日常言語に即して哲学的行動主義を展開し、また範疇間違い (category mistake)という事象（ケンブリッジの各校舎を案内されながら「で、大学はどこですか？」と問う人が犯しているような、抽象的対象の範疇と観察可能な対象の範疇との取り違えなどの範疇の誤りを指す）の問題点を指摘したギルバート・ライル（Gilbert Ryle,主著『心の概念（“The Concept of Mind”）』）も、日常言語に依拠したタイプの初期の重要な分析哲学者だった。

#### ウィトゲンシュタイン、クワイン、日常言語学派以後の英米とヨーロッパ大陸
これら、ウィトゲンシュタイン、クワイン、日常言語学派が広義での分析哲学の主流として、現在も英米において諸学派に対して大きな影響を与える位置にある。特に、言語哲学・言語の哲学としては、英米では他の追従を許していない。これに対して、（ポーランドを除く）ヨーロッパ大陸に於いてはカール＝オットー・アーペル (Karl-Otto Apel) 等多少の研究者は見出されるものの概して分析哲学は極めて限られた影響しか有していない。フランスにおいては、構造主義、ポスト＝構造主義等の言語論・記号論等の思想家たちが言語についての思想的＝哲学的アプローチについて圧倒的な勢力を占めている。ドイツでの言語の哲学的思惟においては、ユルゲン・ハーバーマス (Jürgen Habermas) らフランクフルト学派がマルクス主義を押さえて主要な立場になってきているようである。但し、こと言語の面においては、ハーバーマスはアーペルとともに、後期ウィトゲンシュタインの影響が著しく、その発展的応用者と解釈することも不可能ではない。論理学者のレシネェィスキ、その弟子でドナルド・デイヴィッドソンの意味論に決定的道具立て（T文）を与えたタルスキ、等のポーランド学派は、一種の人工言語学派（理想言語学派）として強い影響力を保っている。

#### 70年代以降の分析哲学の展開
その後の特記すべき展開は、指示論について長らく定説とされてきたラッセルの記述理論 (description theory of reference)、後期ウィトゲンシュタインの通俗的理解における記述束説 (cluster theory of regerence) を覆そうとしたソール・A・クリプキ（Soul A. Kripke：彼は様相論理の完成者としても著名である）による固定指示詞説 (rigid degignater theory) と指示の因果説 (causal theory of reference)（『名指しと必然性 ("Naming and Necessity")』）がある。
後者に近い言語の社会共働説を唱えまた内部実在論を提唱したヒラリー・パトナム (Hilary Putnam) や、同じくクリプキによる分析性 (analysity) と必然性(necessity)の区別の導入（というのも、論理実証主義の台頭以来、長らく必然性とは分析性に他ならないと考えられてきていた）、トーマス・クーン（Thomas Kuhn,『科学革命の構造 "The structure of Scientific Revolution"』）、ファイアアーベント以後の自然科学の反＝実在論的潮流に反対する自然科学的対象の実在を主張する科学的実在論 (scientific realism) の台頭などである。なお、モンタギュー意味論で知られるモンタギューが分析哲学と言語学の狭間に、それよりやや言語学寄りにノーム・チョムスキーが位置する。

## 現代

### 大陸哲学と言語
大陸哲学では分析哲学と違い言語が独立した一分野としては研究されていない。むしろ、言語は思想の他の多くの領域、例えば現象学、記号学、解釈学、ハイデッガー存在論、実存主義、構造主義、脱構築、批判理論などと分かちがたいものとされる。言語の思想は論理学の思想としばしば結びつけて考えられる。ここでいう論理学とはギリシア語のロゴス、談話や対話の意味である。また、言語と概念は歴史と政治によって、さらには歴史的な哲学そのものによって形成されてきたとみなされてもいる。
解釈学の分野は、そして一般的に解釈の理論は、ハイデッガーに始まる存在論と言語の20世紀大陸哲学において重要な役割を演じてきた。ハイデッガーはヴィルヘルム・ディルタイの解釈学を現象学と統合している。言語は「現存在」にとって最も重要な概念の一つだとハイデッガーは信じていた。「言語は存在の家であり、存在が言語を所有し、存在が言語に染み渡っている。」 しかし、重要な言葉の濫用により今日の言語は摩耗しており、存在(「Sein」)の徹底的な探求には堪えないとハイデッガーは考えていた。例えば、「Sein」(「存在」)という言葉自体は複数の意味をもつ。それゆえ、彼は一般的に使われている言葉と区別するために古代ギリシアとドイツの語源学的関係に基づいて新しい語彙・文体を生み出した。彼は意識、エゴ、人間、自然等々の言葉の使用を避けて代わりに「世界内存在」や「現存在」を総体として語った。
「世界内存在」という新しい概念と共に、ハイデッガーは音声による意思疎通に焦点を当てた独自の言語理論を打ち立てた。音声(発話、聴取、沈黙)は言語の最も本質的で純粋な形式だと彼は考えた。読者も読んでいる間人の独自の「発話」を構築するのだから書記は音声の補足にすぎないとハイデッガーは主張した。言語の最も重要な特性はその「射影性」、つまり言語は人間の発話に先立つということである。これはつまり、世界に投げ込まれたものの存在は世界の明らかな事前理解による始まりから特徴づけられるということである。しかし、名づけ、つまり「明瞭な発音」のみが「現存在」や「世界内存在」を一次的に参照できる。
ハンス・ゲオルク・ガダマーはハイデッガーの思想を発展させて完成された解釈学的存在論を提示した。『真理と方法』において、ガーダマーは言語を「本質的な理解と承認が二人の人の間で起こるための媒体」であるとした。また、世界は言語によって構成されており、言語を離れては存在できないとガーダマーは主張した。例えば、言語の助けなしには記念碑や彫像は自身の持つ意味を伝達できない。世界の言語的本性は個々の物を対象的環境から解放するので、全ての言語は一つの世界観を構成するともガーダマーは主張している: 「[…]私たちが完全に[言語]に依存した世界を持っていてその中にそれ自体を現前させているという事実。世界としての世界は世界の他の生物のためとしてではなく人のために存在する。」
一方ポール・リクールは解釈学(仏:Herméneutique)をギリシア語における言葉の本来の意味と再連結した形で提示し、日常言語の曖昧な言葉(あるいは「象徴」)の中の隠れた意味を発見することを重視した、この流れに属する哲学者にはほかにルイジ・パレイゾンとジャック・デリダがいる。
記号学は一般的に記号や象徴による情報伝達、反応、意味を研究する。この分野では、(自然にしろ人工にしろ)人間の言語は人間(や他の知的生命体)が情報伝達するのに使える多くの手段のうちの一つにすぎないとされる。この考えをとることにより、自分たちのために意味を作り他者に意味を伝達するために利点を得て外的世界を効率的に操作できるようになる。あらゆる対象、あらゆる人、あらゆる出来事そしてあらゆる力が情報伝達(あるいは「表現」)し続けている。例えば電話が鳴るのは電話「である」。地平線上に煙が立つのを見たらそれは火事をあらわす記号である。煙は表現している。この観点では世の中に存在する物事は人間がそうするのと同様にそれらを解釈することだけを求めている知的存在にとって正確に符号を貼られているように思われる。全ての物は意味である。しかしながら人間の言語の使用を含む真の情報伝達は受け手に対して何らかの信号において「メッセージ」つまり「文書」を送る者(「送り手」)を要求している。言語はこういった情報伝達形式(の中でも最も洗練された形式)の一つである限りで研究される。記号学の歴史の中で重要な人物としてチャールズ・サンダース・パース、ロラン・バルト、ロマーン・ヤーコブソンがいる。近代においてはそのもっともよく知られた人物としてウンベルト・エーコ、アルジルダス・ジュリアン グレマス、ルイス・イェルムスレウ、トゥッリオ・デ・マウロがいる。人間以外の情報伝達における記号の研究は生物記号学の主題である。生物記号学は20世紀後半にセボーク・トマスとトゥーレ・フォン・ユフクエルによって創始された。

### 日本における分析哲学的な言語の哲学の形成と現在
日本では、大森荘蔵が留学から帰国後、ウィトゲンシュタインの過渡期の講義録的書籍といえる通称『青色本 (Blue Book)』を東京大学教養学部でのゼミナールに使用したことで分析哲学が実質的に移入された。大森自身は分析哲学ともやや異なる独自の哲学を展開していったが、その膝下からは、弟弟子にあたる黒崎宏、弟子からは石黒ひで、奥雅博、丹治信春、飯田隆、野家啓一、野矢茂樹などを生んだ。
- 黒崎宏
  - 主著:『ウィトゲンシュタインの生涯と哲学』勁草書房、『ウィトゲンシュタイン小事典』大修館書店、『科学の誘惑に抗して』勁草書房、『ウィトゲンシュタインから道元へ－－私説『正法眼蔵』』哲学書房、他多数
  - ウィトゲンシュタインの紹介およびその科学哲学・心の哲学への意義について主に論じてきた。次第に後期ウィトゲンシュタイン的立場からの仏教解釈を深めている。
- 石黒ひで
  - 主著:『ライプニッツの哲学－－論理と言語を中心に』岩波書店
- 奥雅博
  - 主著:『ウィトゲンシュタインの夢』勁草書房
  - 中期ウィトゲンシュタインを論じる。
- 丹治信治
  - 主著:『言語と認識のダイナミズム』勁草書房
  - 後期ウィトゲンシュタインとクワインの比較及び言語の推移律の不成立を論じる。
- 飯田隆
  - 主著:『言語哲学大全』全4巻 勁草書房
  - フレーゲからクリプキまで分析哲学史を詳細に論じる。
- 野家啓一
  - 主著:『言語行為の現象学』『無根拠からの出発』勁草書房
  - 分析哲学と現象学に架橋を試みる。
- 野矢茂樹
  - 主著:『心と他者』勁草書房、『哲学航海日誌』春秋社、『『論理哲学論考』を読む』哲学書房、他多数
  - 他我問題を一人称特権の視点から読み解く、後期ウィトゲンシュタインの規則論とアスペクト論を読み重ねる、『論考』の高い整合性と大胆な読解を提示する。

ほかにも、末木剛博、黒田亘、野本和幸などがいる。
また神崎繁のように、分析哲学の手法を西洋古典学に導入したり、清水哲郎のように聖書やオッカムを分析哲学的に読解したり (『パウロの言語哲学』: パウロは、イエス・キリストが神を信じた信仰を救済根拠とするのであり、信徒たちの神もしくはキリストを信じる信仰は語られていないとする。『オッカムの言語哲学』勁草書房)、門脇俊介のようにフッサール、ハイデッガーを専門としつつ分析哲学的知見をとりこんだり、と、新鮮な越境的試みもなされつつある。
さらには、純粋哲学の枠を超えて、法哲学、社会学、宗教哲学、文学 (文芸) などの諸分野にも遅ればせながら応用が始まっている。
日本では分析哲学は、渡邊二郎ら、特にドイツ哲学研究者及びマルクス主義者からの忌避もあって長らく不遇にあった。しかし、大森「学派」の開花とともに、三浦謙、斉藤浩文、関口浩喜、松坂陽一、大辻正晴、中川大、金杉武司らが業績を生んでいる。